# Klaudia Breś
Klaudia Breś (ur. 22 czerwca 1994 w Bydgoszczy) – polska strzelczyni, mistrzyni i wicemistrzyni Europy, mistrzyni Europy juniorek, uczestniczka letnich igrzysk olimpijskich w Rio de Janeiro, żołnierz Sił Zbrojnych Rzeczypospolitej Polskiej.

## Kariera sportowa
Odnosiła sukcesy jako juniorka – w konkurencji pistoletu pneumatycznego. W 2012 r. została drużynową mistrzynią Europy, w 2013 r. podwójną mistrzynią Europy – indywidualnie i drużynowo, w 2014 r. drużynową mistrzynią Europy i drużynową mistrzynią świata.
Reprezentowała Polskę na  igrzyskach europejskich w 2015 r., gdzie zajęła 10. miejsce w konkurencji pistoletu pneumatycznego.
Na letnich igrzyskach olimpijskich w Rio de Janeiro zajęła 15. miejsce w konkurencji pistoletu sportowego i 23. w konkurencji pistoletu pneumatycznego.
Na mistrzostwach Europy w 2017 r. zdobyła srebrny medal w konkurencji pistoletu sportowego na dystansie 25 m. Dwa lata później została mistrzynią Europy w konkurencji pistoletu pneumatycznego na 10 m.
W 2020 roku została wicemistrzynią Europy we Wrocławiu w konkurencji drużynowego pistoletu pneumatycznego razem z Beatą Bartków-Kwiatkowską i Joanną Tomalą. W finale przegrały z reprezentantkami Serbii 12–16.

## Igrzyska olimpijskie
| Igrzyska | Miejscowość    | Konkurencja                 | Kwalifikacje | Kwalifikacje | Finał                   | Finał                   |
| Igrzyska | Miejscowość    | Konkurencja                 | Wynik        | Pozycja      | Wynik                   | Pozycja                 |
| -------- | -------------- | --------------------------- | ------------ | ------------ | ----------------------- | ----------------------- |
| IO 2016  | Rio de Janeiro | Pistolet pneumatyczny, 10 m | 379          | 23.          | Nie zakwalifikowała się | Nie zakwalifikowała się |
| IO 2016  | Rio de Janeiro | Pistolet sportowy, 25 m     | 578          | 15.          | Nie zakwalifikowała się | Nie zakwalifikowała się |
| IO 2020  | Tokio          | Pistolet pneumatyczny, 10 m | 571          | 21.          | Nie zakwalifikowała się | Nie zakwalifikowała się |
| IO 2020  | Tokio          | Pistolet sportowy, 25 m     | 578          | 24.          | Nie zakwalifikowała się | Nie zakwalifikowała się |